# 루트 베인호벤
루트 베인호벤(Ruut Veenhoven, 1942년 11월 26일 – 2024년 12월 9일)은 네덜란드 사회학자이자 주관적인 삶의 즐거움이라는 의미에서 행복에 대한 과학적 연구의 선구자였다. 네덜란드 로테르담 에라스무스 대학교에서 인간 행복을 위한 사회적 조건에 관한 그의 연구는 공공 정책의 목표로서 행복에 대한 새로운 관심을 불러일으키는 데 기여했다. 행복이 사회의 발전을 평가하는 신뢰할 수 있는 척도로 사용될 수 있음을 보여 주었고, 이는 유엔이 발전에 대한 총체적인 접근 방식으로 행복 척도를 채택하도록 영감을 준 원천 중 하나였다. 베인호벤은 세계 행복 데이터베이스(World Database of Happiness)의 창립 이사이자 저널 오브 해피니스 스터디스(Journal of Happiness Studies)의 창립 편집자였다. "행복 연구의 대부"이자 "국가 간 행복의 전 세계 수준에 대한 선도적인 권위자"로 묘사되었으며, 그의 연구는 "국제적인 찬사를 받았다".